# A836 Amsterdam
Hr. Ms. Amsterdam (A836) er et nu tidligere forsyningsskib i brug i den nederlandske Koninklijke Marine. Skibet indgik i operativ tjeneste i 1995 og blev taget ud af tjeneste i 2014. Skibet, der er af Amsterdam-klassen, deltog i Operation Enduring Freedom i 2005/2006 i Mellemøsten, hvor det ydede assistance til to pirater som amerikanske styrker havde taget til fange efter en træfning den 18. marts 2006.
Efter det blev taget ud af tjeneste, blev skibet solgt til den peruvianske marine, hvor det blev omdøbt til BAP Tacna.

## Lastkapacitet
- Diesel (F76) (fordelt over 16 forskellige tanke): 8750 tons
- Brændstof AVCAT (F44): 1200 tons (I 2003 blev AVCAT-tank nr 1 ombygget til en F76 tank)
- Ferskvand (1 tank): 142 ton
- Fødevarer (fordelt over 1 tørproviantrum, 1 kølerum og et 1 fryserum): 1100 ton
- Ammunition (fordelt over 5 rum): 350 ton